# روبن جيريرو
روبن جيريرو (بالبرتغالية: Rúben Guerreiro‏) (و. 1994  م) هو راكب دراجة هوائية، من البرتغال، ولد في البرتغال.

## سباقات أو مراحل فاز بها
| التاريخ        | السباق                                               | المركز                                            |
| -------------- | ---------------------------------------------------- | ------------------------------------------------- |
| 22 مارس 2015   | جي بي ليبرتي سيغوروس 2015                            | الفائز في التصنيف العام                           |
| 29 مارس 2016   | 2016 Gran Premio Palio del Recioto                   | الفائز في التصنيف العام                           |
| 16 أبريل 2016  | لييج-باستون-لييج تحت 23 سنة 2016                     |                                                   |
| 22 مايو 2016   | طواف كاليفورنيا 2016                                 | الثالث في تصنيف أفضل شاب                          |
| 25 يونيو 2016  | سباق الطريق للرجال تحت 23 سنة في بطولة البرتغال 2016 | الفائز في التصنيف العام                           |
| 22 يناير 2017  | داون أندر 2017                                       | الثالث في تصنيف أفضل شاب                          |
| 28 مايو 2017   | طواف بلجيكا 2017                                     | التاسع في التصنيف العام                           |
| 27 أغسطس 2017  | جي بي واست-فرنسا 2017                                | السادس في التصنيف العام                           |
| 21 يناير 2018  | داون أندر 2018                                       | الثاني في تصنيف أفضل شاب، التاسع في التصنيف العام |
| 28 يناير 2018  | سباق كاديل ايفانز 2018                               | المرتبة 20 في التصنيف العام                       |
| 04 فبراير 2018 | طواف هيرالد صن 2018                                  | الرابع في التصنيف العام، الثامن في تصنيف الجبال   |
| 25 أكتوبر 2020 | طواف إيطاليا 2020                                    | الأول في تصنيف الجبال                             |
| 14 يونيو 2022  | مونت فينتو دينفلاي تشالنجز 2022                      | الفائز في التصنيف العام                           |
| 06 أغسطس 2022  | طواف برغش 2022                                       | الأول في تصنيف النقاط، الخامس في التصنيف العام    |
| 03 فبراير 2023 | طواف السعودية 2023                                   | الفائز في التصنيف العام                           |

## روابط خارجية
- روبن جيريرو على موقع الاتحاد الدولي للدراجات (الإنجليزية)
- روبن جيريرو على موقع أرشيف الدراجات (الإنجليزية)
- روبن جيريرو على موقع إحصائيات الدراجات الإحترافية (الإنجليزية)
- روبن جيريرو على موقع نسبة الدراجات (الإنجليزية)
- روبن جيريرو على موقع CycleBase (الإنجليزية)